# Historia de dos amantes
Historia de duobus amantibus (Historia de dos amantes) es una novela epistolar escrita en 1444 por Eneas Silvio Piccolomini, quien fue el Papa Pío II. Su primera edición escrita fue hecha por Uldrich Zell entre 1467 y 1470 en Colonia. La obra se ve muy influenciada por los clásicos grecolatinos, destacando a Ovidio, ciertas referencias a Homero e incluso Plauto. Piccolomini se mostró distante con esta obra por su componente erótico, llegando a escribir esto en una carta: Y no deis más importancia al laico que al pontífice: rechazad a Eneas, acoged a Pío.

## Trama
Ambientada en Siena, la historia se centra en dos enamorados, Euríalo y Lucrecia, que, tras haber intentado resistir sus tentaciones, caen en el amor mutuo e intentarán dar rienda suelta a su pasión inventando ardides para que el marido de Lucrecia, Menelao, no los descubra. Tras resultar imposible su unión, ambos amantes caen en la desdicha, con un final terrible para uno de ellos.
La obra presenta el tópico del amor clandestino. Los amantes deben vivir su pasión a escondidas, debido al matrimonio de Lucrecia con Menelao, al que se le presenta como el peor de los hombres. Tras un inicio de incertidumbre en el que se cartean mutuamente, citando numerosos tópicos y clásicos latinos, acaban enamorándose, aún cuando son advertidos de no proseguir con esa relación, sobre todo por parte del siervo de la familia de Lucrecia, Sosia.
En la práctica de sus pasiones casi van a ser descubiertos por Menelao, siempre atento a los movimientos de su esposa, pero fácilmente burlado por las excusas de ella. Una vez que pueden estar juntos, dan rienda suelta a su pasión en la parte más erótica de la novela. No obstante, la pareja debe separarse por las obligaciones de Euríalo con el emperador Segismundo, por lo que abandona la ciudad dejando a una desolada Lucrecia, que fallecerá poco después presa de un profundo desamor y de un luto que no podrá superar. Por su parte Euríalo, enterándose de la muerte de su amada, siente pena durante un tiempo, pero se recompondrá al ser casado por el Emperador con una doncella de gran hermosura.
La obra comienza con una dedicatoria y finaliza con una despedida a Mariano Sozzini, y se fecha a 3 de julio de 1444.

## Personajes
Euríalo es un joven godo de treinta y un años que está al servicio del emperador. Al ver a Lucrecia se enamora perdidamente de ella, por lo que se esforzará en aprender las costumbres y lengua de la Toscana para poder cartearse con ella. En sus cartas y en su forma de hablar se aprecia un profundo conocimiento de la cultura clásica.
Lucrecia es una joven atrapada en un matrimonio de conveniencia con un hombre avaro. Se la describe como una mujer hermosísima, pero casta y recatada. Pese a resistirse en un primer momento a la tentación del amor, cae rendida ante Euríalo, con el que cometerá adulterio logrando engañar a su marido. Tras la marcha de su amado queda sumida en una profunda tristeza que la llevará a la muerte.
Menelao es el marido de Lucrecia, calificado en la obra como el peor de los posibles maridos, hombre avaro y ruin, despreciado incluso por sus siervos. Es engañado varias veces a lo largo de la obra, pues tiende a presentarse cuando los amantes están consumando su amor. Además denota cierta desconfianza hacia su esposa, más si cabe tras el incidente con Pacoro, quien intenta seducir a Lucrecia.
Sosia es el siervo de la familia de Lucrecia, quien en un primer momento intenta disuadirla de cometer la falta de amancebarse con Euríalo, pero viendo que no logra convencerla les presta su ayuda para que puedan dar rienda suelta a su amor.
Sigesmundo es el emperador, a quien Euríalo sirve, y pese a que no se le confirma se percata de las miradas que se dan Euríalo y Lucrecia, por lo que se muestra bromista respecto a este tema con Euríalo, algo que siempre niega el amante.
Pándaro es el amigo de Euríalo, a quien le pide ayuda para llevar a cabo sus encuentros secretos, quein accede gustosamente, y por ello recibe un título.

## Influencias clásicas y Fuentes
La obra está especialmente inspirada en los temas grecolatinos. En primer lugar se presentan varios motivos plautinos. El engaño al marido o dominus suele ser un elemento reiterativo en las comedias de Plauto, cuyos personajes se las ingenian de distintas maneras para lograr que triunfe el amor. Tanta influencia tiene Historia de los dos amantes que hasta toma el nombre y el oficio de uno de los personajes plautinos. Sosia sigue siendo el siervo que está al servicio de sus dueños, aunque Piccolomini prescinde de la personalidad del Sosia plautino para quedarse únicamente con el nombre y su oficio.
Por otra parte, se ven claros ecos a los personajes de la Ilíada, teniendo a un marido al que le están robando la mujer, Menelao, que casualmente tiene un hermano llamado Agamenón. Lucrecia sería identificada con una Helena que está siendo arrebatada por su Paris, Euríalo.
Los ecos a Ovidio también son evidentes, en concreto a sus Heroidas, pues son más de una las cartas que se intercambian Euríalo y Lucrecia en las que se tratan numerosos temas mitológicos, que sirven de ejemplos para defender su amor, pero también para desaconsejarlo.
Piccolomini se sirve de grandes figuras clásicas para construir sus personajes, tomando sus nombres y en menor medida sus personalidades para plasmarlos en la obra.
También trata el tópico del amor como elemento fatalista para los enamorados. Lucrecia, viéndose privada de su felicidad a la par que de su amado, recurre al desasosiego para finalmente morir de desdicha, como bien hizo Dido al verse privada de su Eneas. Este tópico será repetido en numerosos ejemplos de la literatura occidental, sin dejar de mencionar a Romeo y Julieta como la gran historia trágica de dos amantes. No se puede dejar de mencionar otras grandes historias de dos amantes que acaban dando rienda al amor, como Tristán e Isolda o la tragicomedia la Celestina. Sobre la Celestina se puede hacer una buena comparación con el texto de Piccolomini, pues la puesta en contacto de los dos amantes ocurre de forma parecida, tomando parte entre ellos una alcahueta.